# Gyöngyfűzés
A gyöngyfűzés története évezredekre tekint vissza. Mindez annak köszönhető, hogy a gyöngyök általában tartós anyagokból készülnek, amelyek az idő múlásával sem korhadnak el, ellentétben a textilekkel vagy a papírral. Bár az első emberek még nem használtak kerámiát vagy fémet, csontból vagy állati szarvakból készült gyöngyeik azonban így is megmaradtak, csakúgy, mint a kagylóból vagy korallból készült változatok.
Az első gyöngyök lyukat kagylóhéjakból vagy kődarabokból készültek, amelyeket indákra fűztek fel. Idővel feltűntek az üreges csontokból készült gyöngyök, majd a kőeszközök megjelenésével lehetővé vált a faragás és az átlyukasztás – így őseink már képesek voltak fogakból, kagylókból, magvakból és állati szarvakból gyöngyöt készíteni.

## A gyöngy
Gyöngynek nevezzük a felfűzést lehetővé tevő, lyukkal ellátott dísztárgyat. Napjainkban az üveggyöngyök a legelterjedtebbek, és főként díszítő célra használják őket. Hosszú története során azonban a gyöngy különféle alapanyagokból készült, és a belőle készült tárgyak számtalan szerepet töltöttek be. 
Napjainkban sokféle gyöngyöt gyártanak, az évszázadok során felfedezett és finomodott készítési technikákat alkalmazva.

## Szerszámok és felszerelés

### Gyöngyszedő kanál
A gyöngyszedő kanalak többféle méretben és formában kaphatóak, de nem elengedhetetlen kellékei a munkánknak. A gyöngyszedő kanalakkal könnyen és gyorsan felszedhetjük a tartójukból kiszedett gyöngyöket. Különösen gyöngyszövéshez jönnek jól, amikor nagy mennyiségű, különféle színű kásagyönggyel dolgozunk egyszerre. 

### Stopper
A stopperek olyan szerelékek vagy gyöngyök, melyek megakadályozzák, hogy a gyöngy lecsússzon a fűzőszálról. A gyöngyfűzés elengedhetetlen kellékei, hiszen az asztalon készített darabunkat előbb-utóbb fel kell emelnünk – ha pedig a gyöngyöket nem biztosítottuk kellően, hamar a padlón végezhetik. 
Alternatív megoldásként, ideiglenes rögzítéshez használhatunk rugót, vagyis olyan spirálos záróelemet, amely ideális megoldás például gyöngyfűző huzalokhoz. Ezek a nagyszerű kis szerelékek olyan drótspirálok, amelyek utolsó karikáit felhajlították. Amikor a karikákat egymás felé nyomjuk, a spirál hurkái eltávolodnak, és könnyedén befoghatjuk közéjük a szálat. A spirált könnyedén ide-oda mozgathatjuk a szálon, de rögzíthetjük vele a több szálból készített ékszer fűzőszálait, és a segítségével bátran kipróbálhatjuk egy nyakláncmintát anélkül, hogy a gyöngyök szétgurulnának. Ha éppen nincs kéznél rugó, megfelel egy gemkapocs is, de az jóval kevésbé biztonságos és nem zár elég szorosan. A rugós stoppert a kész ékszerről el kell távolítanunk.

### Kúposfogó
Az ékszerkészítésben szintén nélkülözhetetlen kúposfogókkal létrehozhatunk például dróthurkokat szerelőkarikákhoz, talpas szerelőpálcákhoz vagy kapcsolóelemekhez. 

### Csípőfogó
A csípőfogók egy lapos és egy ferde pofával készülnek; előbbi egyenesen, utóbbi V alakban vágja le a drót végét. Amikor egyszerűen le kell vágnunk egy darab drótot, lényegtelen, hogyan tartjuk a csípőfogót, amikor viszont szem előtt lévő véget vágunk le, fontos, hogy a lapos oldalával vágjunk. A csípőfogó használatakor mindig ügyeljünk a biztonságra! Különösen fontos ez olyankor, amikor nagyon rövid szakaszokat vágunk vele; érdemes úgy tartani a drótot és a fogót, hogy a lepattanó drótvég az alátétre essen, így nem okoz sérülést. Vastagabb drótok darabolásakor a megcsúszó drót megvághatja a kezünket. 

### Laposfogók
A laposfogóknak négyféle típusa létezik, de általánosan csak az egyiket, a csőrös laposfogót használjuk. A drót hajlítás közbeni megfogásához elegendő egyetlen fogó a szerszámkészletünkben, szerelőkarika szétnyitásához viszont már jól jön egy második.

### Tű
A gyöngyfűzés minden egyes válfajához kaphatók speciális tűk; mindegyikükre jellemző, hogy a lyuk mérete viszonylag kicsi a tűhöz képest, hogy átférjen a gyöngy furatán. A gyöngyfűző tűk különböző hosszúságokban szerezhetők be: extra hosszúk gyöngyszövő kereten való munkához, hosszúk gyöngyfűzéshez és rövidek gyöngyhímzéshez. Ugyanakkor egyedi döntés is, hogy melyik munkához mekkora tűt használunk. A hosszú tűk könnyen eltörnek, ezért érdemes belőlük nagyobb készletet beszerezni. A méretválasztáshoz általános szabály, hogy a tű mérete eggyel kisebb legyen, mint a gyöngyé – ha viszont a tűt többször is átvezetjük a gyöngyön, még annál is vékonyabb tűre lesz szükségünk. A 10-es méretű tű általánosságban jól használható, megfelel a 11-es méretű gyöngyökhöz. 

### Gyöngyszövő keret
A gyöngyszövő kereten szalagokat és egyéb textilszerű gyöngyös darabokat készíthetünk. A szövéshez tulajdonképp bármilyen stabil szerkezet megfelel, amelyhez rögzíteni tudjuk a láncfonalakat, ugyanakkor, mivel fontos, hogy azok feszesek és párhuzamosak maradjanak a munka során, érdemes beruházni a nem túlságosan drága szövőkeretbe. 
A fémből, azaz hajlított drótokból készült típusokon oldalt két rugó található a láncfonalat párhuzamosan, illetve két görgő azok feszesen tartásához. Az elkészült darab előretekerésével növelhetjük a szalag hosszát. 
A fa szövőkeretek stabilabbak a fém változatnál. Ezeken hornyokban rögzítik a szálakat, és általában szélesebb szalagok készítésére alkalmasak, mint a fém szövőkeretek. A munkadarab hosszúságát azáltal szabályozhatjuk, hogy milyen hosszú rudak kerülnek a két végpanel közé.
A kisméretű műanyag szövőkereteken körkötött csöveket készíthetünk; ezeket általában egy láncfonalat készíthetünk. A műanyag keretek U alakúak vagy zárt csövek, és mivel átlátszóak a mintákat akár bele is ragaszthatjuk a belsejükbe, így könnyebb azokat követni munka közben. 	
A szövőkeret kiválasztásához gondoljuk át, hogy milyen darabot szeretnénk készíteni, és válasszuk azt a típust, amelyikkel a legkényelmesebben tudunk dolgozni.

## Technikák

### Peyote

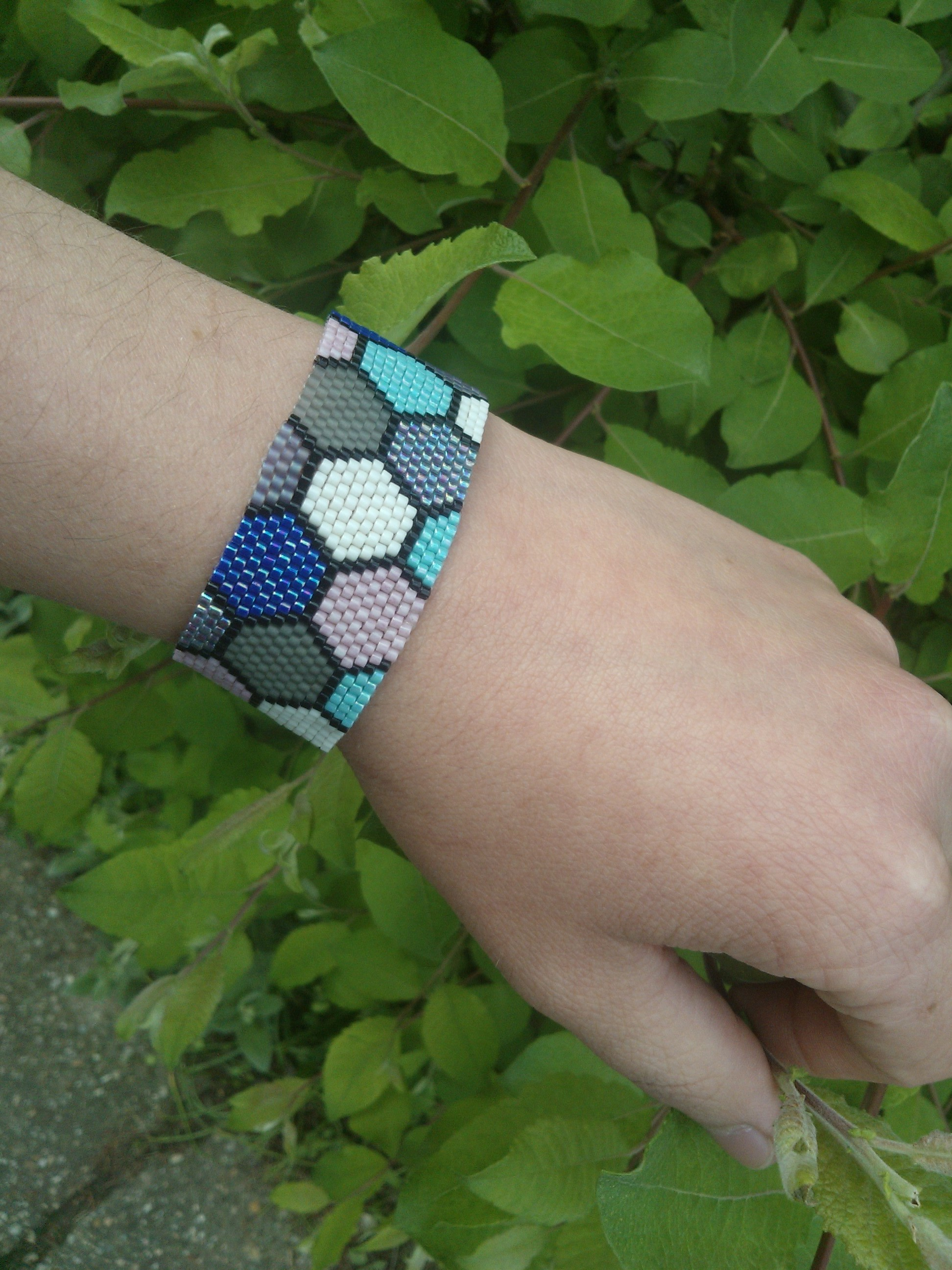
Egyszerű geometriai mintás peyote technikával készült karkötő

A peyote-öltés az észak-amerikai indiánoktól származik. Nevét onnan kapta, hogy azzal díszítették a peyote szertartásoknál használt kosztümöket. Ez a fajta öltés ma már az egész világon nagy népszerűségnek örvend. Amint belejövünk, nem túl nehéz vele dolgozni, a kezdők azonban először kicsit bonyolultnak találhatják. Az így készült darab teteje és alja cikkcakkos lesz, így alkalmas a technika csőszerű darabok készítésére is. A páros és páratlan peyote-öltéssel készült darabok ugyanúgy néznek ki, és elkészítési módjuk is hasonló. Különbség csak annyi, hogy a sorok végén eltérő módon fordulnak. A páratlan peyote-öltésnél a sorban páratlan számú gyöngy található, ezért ideális módszer képek vagy egyéb minták készítéséhez, mivel így szimmetrikusan középre tudjuk helyezni a mintát. 

### RAW
Raw-val (jobbra haladó szögletes fűzés) rácsszerkezethez hasonló kelmét készíthetünk, amelyben a gyöngyök egymáshoz képest derékszögben elforgatva foglalnak helyet. Ezzel a módszerrel hajlékony szerkezetű kelmét készíthetünk, amely textilhez hasonlóan viselkedik. Készíthetünk belőle táskát, de tetszetős ékszereket is. 
A RAW meglehetősen bonyolult fűzési technika, mivel különböző számú gyöngyöt kell felvennünk egy időben, továbbá változó irányba kell vezetnünk a szálat.

### Gyöngybogyók

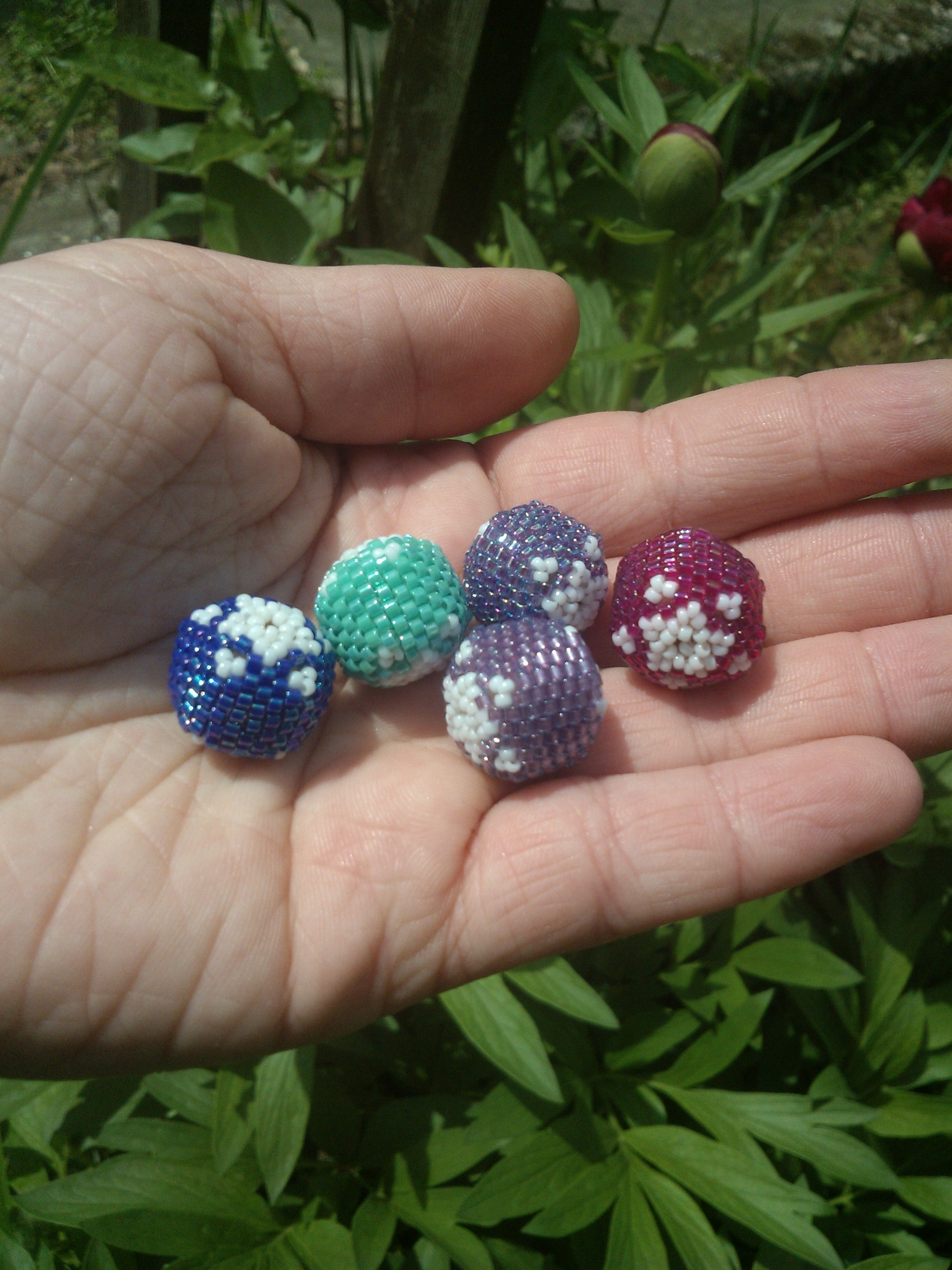
10 mm-es fagolyó alapú gyöngybogyók